# Synoeca
Synoeca (англ.) — род перепончатокрылых из семейства настоящих ос (Vespidae). Общественные осы, обитающие в Неотропике (в Центральной и Южной Америке). К роду относят 5 видов.

## Строение и образ жизни
Длина тела взрослых насекомых — около 20 мм, размах крыльев — 39—45 мм. Окраска имаго — монотонно-чёрная или сине-чёрная с металлическим отливом, без обычных для настоящих ос полос. Строят крупные (до 2 метров) гнёзда, прикрепляя их к поверхности древесных стволов. При тревоге осы начинают стучать по бумажной стенке гнезда, чтобы отпугнуть источник опасности.